# جند خانزاده
جند خانزاده (به انگلیسی: Jand Khanzada) یک روستا در پاکستان است که در ناحیه چکوال واقع شده‌است.